# Douglas Dean Osheroff
Douglas Dean Osheroff, ameriški fizik, * 1. avgust 1945, Aberdeen, Washington, ZDA.
Osheroff je najbolj znan po svojem delu s področja eksperimanetalne fizike kondenzirane snovi in še posebej za soodkritje supertekočnosti helija-3. Za to odkritje si je leta 1996 delil Nobelovo nagrado za fiziko skupaj z Davidom Morrisom Leejem in Robertom Colemanom Richardsonom.

## Življenje in delo
Rodil se je v Aberdeenu v zvezni državi Washington. Njegov oče William Osheroff, zdravnik, je bil sin judovskih izseljencev iz Rusije. Njegova mati Bessie Anne (Ondov), zdravniška sestra, je bila hči slovaških emigrantov – njen oče je bil luteranski pastor. Osheroff je bil konfirmiran v Luteransko Cerkev, vendar je dobil možnost in se je odločil, da se ne bo več učil. Dejal je: »V nekem smislu se je zdelo lagati v cerkvi kot najslabše mesto za laganje. Verjetno sem na nekem čustvenem nivoju sprejel idejo o bogu, vendar nisem vedel kako bi se bog sam manifestiral.«
Diplomiral je leta 1967 na Caltechu, kjer je poslušal Feynmanova predavanja in dodiplomsko raziskoval za Gerryja Neugebauerja.
Kot diplomirani študent se je pridružil Laboratoriju za atomsko fiziko in fiziko trdnin (Laboratory of Atomic and Solid State Physics) na Univerzi Cornell in začel raziskovati v nizkotemperaturni fiziki. Skupaj z Leejem, vodjem laboratorija, in Richardsonom so uporabili Pomerančukovo celico, ki jo je Osheroff izdelal posebej za ta preskus, za raziskovanje obnašanja 3He pri temperaturah nekaj tisočink stopinje nad absolutno ničlo. Pri svojih meritvah so odkrili nenavadne pojave, ki so jih pojasnili s faznimi prehodi v supertekoče stanje 3He. Za to odkritje so Lee, Osheroff in Richardson skupaj prejeli Nobelovo nagrado za fiziko leta 1996. Za to odkritje so Lee, Osheroff in Richardson skupaj prejeli Nobelovo nagrado za fiziko leta 1996.
Osheroff je doktoriral na Univerzi Cornell leta 1973. Nato je 15 let delal v Bellovih laboratorijih v Murray Hillu, New Jersey in nadaljeval raziskovanje nizkotemperaturnih pojavov v 3He. Leta 1987 se je preselil na Oddelka za fiziko in uporabno fiziko Univerze Stanford, kjer je bil med letoma 1993-96 tudi predstojnik oddelka. Njegovo raziskovanje je osredotočeno na pojave, ki se pojavijo pri ekstremno nizkih temperaturah.
Leta 2003 so ga izbrali v preiskovalno komisijo nesreče raketoplana Columbia in je imel podobno vlogo kot Feynman v preiskovalni komisiji nesreče raketoplana Challenger.
Trenutno je član odbora svetovalcev organizacije Scientists and Engineers for America (SEA), organizacije, ki se osredotoča na podpiranje zdrave znanosti v ameriški vladi.
Osheroff je levičar in za to večkrat krivi svoje drobne pikre opombe in ekscentrične domislice. Je tudi navdušen fotograf in na Stanfordu uvaja študente v filmsko fotografijo srednjega formata v seminarju prvih letnikov z naslovom »Tehniški vidiki fotografije.« Poleg tega je večkrat poučeval uvodna poglavja fizike o elektriki in magnetizmu, nazadnje spomladi leta 2008, ter tudi dodiplomske laboratorije o nizkotemperaturni fiziki.
Med svojimi dejavnostmi ozaveščanja fizike je sodeloval na festivalih znanosti za srednješolce in je bil leta 2013 častni gost 26. Mednarodnega turnirja mladih fizikov (IYPT) v Tajpeju.
Od leta 1970 je poročen z biokemičarko Phyllis Liu-Osheroff.